# John Sitaras
John Sitaras est un instructeur américain de fitness, le créateur de la méthode Sitaras et le fondateur de Sitaras Fitness.

## Enfance et jeunesse
John Sitaras est né à Chios (Grèce), en 1972. Sa famille a émigré aux États-Unis quand il avait 3 mois (ils s'établirent à Brooklyn). Il a grandi dans un quartier difficile, témoin et victime de violence des gangs. Gêné par son corps amaigri, il a commencé le culturisme à l'âge de 17 ans. En 1992, il a participé à la compétition régionale de culturisme et a terminé quatrième. Près en même temps, il s'inscrit à Brooklyn College, où il a pris des cours pré-médicales, y compris la psychologie et de la nutrition. En 1993, pour des raisons financières, il a quitté l'école pour se concentrer sur le culturisme.
En 1995, quand lui et son meilleur ami, Boris Levitsky, mangions à l'extérieur d'un restaurant de Brooklyn, les deux ont été attaqués par un gang local, laissant Levitsky mort et Sitaras dans un fauteuil roulant pendant cinq mois. L'attaque a terminé sa carrière de culturisme et aussi lui a causé une profonde dépression. Une fois rétabli, Sitaras travaillé pendant quelque temps plusieurs petits boulots, comme voiturier, chauffeur de camion et même acteur. Puis il reprit l'intérêt dans le domaine du fitness et il a travaillé dans des clubs de fitness, où il a construit sa clientèle et sa réputation. Il a aussi travaillé avec l'American Academy of Pain Medicine au Lenox Hill Hospital, où il a passé 18 mois à apprendre le système pour traiter la douleur aigüe et chronique, des spasmes musculaires, et des protocoles pré-post-réhabilitation.

## Sitaras Fitness
En début de carrière comme un professionnel de fitness, John Sitaras a créé son propre système et, comme il a développé un bon suivi, il a lancé un plan d'ouvrir sa propre salle de gym. Son plan a été financé par certains clients bien connus de Wall Street, qu'ils ont rassemblé près de 1,5 million $ et le club, Sitaras Fitness, a été ouvert en novembre 2007, dans l'Upper East Side, à Manhattan. Il est rapidement devenu un lieu fréquenté par des gens très médiatisés de différents domaines,, comme le magnat George Soros, l'économiste et l'ancien président de la Réserve fédérale Paul Volcker, l'ancien PDG de General Electric Jack Welch, le producteur David Geffen ou le champion NASCAR Jimmie Johnson.
Dehors du programme de fitness, la salle de gym est devenue aussi un lieu de socialisation informelle entre ces membres. Dans le même temps, il est apparu la nécessité d'adapter les horaires afin d'assurer que les personnes qui ne s'entendent pas dans le monde de l'entreprise viennent à des moments différents. Sitaras a mentionné dans une entrevue qu'il prend soin de trier « les gens qui viennent ici pour de mauvaises raisons », tels que la proximité des artistes de renom. Il a également ajouté que ses clients ne sont pas tous célèbres, les critères d'admission principal est d'avoir une forte motivation et de prendre le programme au sérieux.
Un différend est apparu en décembre 2008 quand, dans le contexte de la crise économique, trois des neuf membres du conseil voulaient faire de grands changements au sein du club afin d'augmenter le nombre de membres et leur rendement. Ils ont essayé de renverser Sitaras en tant que PDG, de réduire sa participation de 53 pour cent de propriété et de transformer la salle de gym dans un club plus mainstream. Les autres actionnaires lui donna raison et les trois dissidents ont été rachetés. Le nombre de membres de le club reste plafonnée à maximum 200 (en mars 2012, il y avait 144 membres).

### Méthode Sitaras
La méthode Sitaras consiste en un système d'évaluation initiale global (ce qui peut prendre entre 6-12 sessions) pour apprécier la flexibilité, l'aptitude cardio-respiratoire, la force, l'endurance et les graisses dans le corps. Sitaras tient compte de la masse musculaire unique de la personne, il sépare des différences entre les côtés droit et gauche du corps, les différentes parties de chaque muscle, et les deux grands types de fibres musculaires (celles de la force et celles pour l'endurance), afin de concevoir un entraînement adapté à l'aptitude génétique, le niveau de condition physique, état de santé, et les objectifs de chaque élève. Un objectif important est de développer l'équilibre musculaire, qui est le fondement des objectifs plus spécifiques tels que l'esthétique, les gains de force et de flexibilité, ou de développer une capacité athlétique plus puissante. Les étudiants doivent s'engager à travailler au moins deux fois par semaine, et sont soumis à un contrôle de fond. Ils reprennent l'évaluation musculaire tous les trois mois afin d'identifier quels muscles sont développés ou affaiblis. Sur la base de l'évaluation de la musculature, les programmes de conditionnement physique sont ajustés ou redessinés. Les stagiaires peuvent aussi suivre les changements détaillés physiques de leur corps, ce qui leur donne motivation et stimulation,.
La méthode est aussi utilisée dans la récupération physique. Parmi les personnes connues d'en bénéficier, Jack Welch a mentionné qu'il a réussi à récupérer ses forces après une infection bactérienne de staphylocoques qui l'a plongé dans le coma pendant 108 jours et il a laissé une partie de ses bras et ses jambes atrophiées,.
Le concept de cette méthode est basé sur l'expérience initiale de Sitaras comme entraîneur de fitness, surtout en ce qui concerne l'absence d'une approche scientifique dans ce domaine, d'habitude l'entraîneur ne dispose que d'une connaissance empirique de l'état corporel de le client. Il a trouvé nécessaire une évaluation initiale, semblable à un examen médical général de l'hôpital qui donne un examen détaillé et fournit ensuite un traitement approprié. Il a en outre prévu une évaluation adaptée aux objectifs de fitness qui pourrait donner des indications détaillées et aider les instructeurs d'analyser l'état physique de leurs clients pendant un temps suffisant. Cela permettrait d'étudier ce qui est nécessaire par la meilleure compréhension de la situation particulière de chaque individu. L'emplacement et la gravité des dommages ou les inflammations des muscles et des tendons varient aussi selon les personnes, ce qui signifie que les exercices demandés doivent être différents,.
Sitaras développé le système pendant cinq ans par l'enregistrement des mesures et des histoires avant et après les exercices, et l'étude des principes et des fondements des effets de conditionnement physique. Quand il a commencé à mettre cette méthode en pratique, il a décrit son approche comme inspirée de l'architecture, tout d'abord une assise doit être mise en place et ensuite planifier la structure à la suite de demandes des clients. La méthode, l'intensité et la fréquence d'un programme de fitness adapté est établie en fonction de l'analyse des facteurs essentiels tels que l'âge, les antécédents médicaux et les aptitudes, en tenant compte des objectifs.

### Jimmie Johnson
L'une des personnes les plus associés à la méthode Sitaras est Jimmie Johnson, pilote de course de NASCAR Sprint Cup Series. La collaboration avec John Sitaras a commencé en décembre 2007, peu après que Johnson a été nommé le Pilote de l'Année 2007. Une évaluation initiale a révélé qu'une moitié de son corps était beaucoup plus serré, habituée à compenser la charge de l'accélération g dans les virages à gauche. Sitaras créé des entraînements spécifiques pour équilibrer la force de Johnson, un programme de jogging et a souligné l'importance d'un régime alimentaire adéquat,. En deux ans, le pourcentage de graisse corporelle de Johnson a baissé de 20 % à 8 % (visible aussi dans le changement de la forme de son visage), tandis que sa force et son endurance est nettement améliorée.
Jimmie Johnson a été le premier pilote de course à devenir le Sportif de l'année de l'Associated Press (en 2009), et a gagné le titre de Pilote de l'Année à quatre reprises, plus récemment en 2010. Son histoire au sujet de sa collaboration avec Sitaras et l'importance de la condition physique et la nutrition pour sa carrière a été couverte dans divers médias nationaux,,,,. Il a également donné à l'équipe GAINSCO l'idée d'utiliser cette méthode.

### Partenariats internationaux
En 2012, John Sitaras a conclu un partenariat avec l'hôtel de luxe sud-coréen Shilla, annonçant qu'au début de 2013 ils vont ouvrir à Séoul Le Centre de Fitness Shilla-Sitaras,,. Le centre a été inauguré le 1er août 2013.

## Sphère publique
John Sitaras apparaît régulièrement sur les postes de télévision nationales des États-Unis, en expliquant les avantages à long terme de l'exercice physique, partageant des exemples et des conseils,,,.
En 2013, il devint l'instructeur-chef de la revue Golf Digest (édition coréenne), à partir de novembre il a commencé une série d'articles axés sur la musculature et l'amélioration de l'équilibre du corps pour les joueurs de golf,,.
En 2014, il fut l'un des 23 grecs et grec-américains choisis pour figurer dans "Greeks Gone West", une série de courts-métrages, décrivant son histoire sur la façon dont il a lutté à travers les parties les plus difficiles de son parcours pour avoir du succès aux États-Unis. La série a été soutenu par l'Ambassade des États-Unis à Athènes et le journal national grec Kathimerini.

## Philanthropie
En 2008, Sitaras Fitness était l'un des principaux donateurs d'enchères au Princess Grace Awards Gala à New York. John Sitaras a été aussi conférencier invité pour Turn 2 Foundation, une organisation caritative fondée par Derek Jeter, qui a pour mission d'aider les enfants et les adolescents d'éviter toxicomanie et l'alcoolisme et de récompenser ceux qui font preuve d'excellents résultats scolaires et d'adopter des modes de vie sains. En tant que natif de Brooklyn, il a éduqué les enfants de Brooklyn et du Bronx dans les rigueurs de la condition physique et les avantages inhérents à la poursuite de leur rêve.
John Sitaras a été l'un des principaux collecteurs de fonds pour l'American Cancer Society en 2012 à l'événement "Over The Edge", en descendant en rappel d'un gratte-ciel,.